# 차코페커리
차코페커리(Catagonus wagneri)는 파라과이와 볼리비아, 아르헨티나의 그란차코에서 발견되는 페커리의 일종이다. 차코페커리속(Catagonus)에 속하는 유일종이다. 전세계에 약 3,000여 마리가 서식하고 있다. 멸종된 플라티고누스속(Platygonus)과 가장 밀접한 관계를 갖고 있는 것으로 추정하고 있다. 눈에 띄는 특징을 지닌 차코페커리는 화석 종을 기초로 1930년에 처음 기술되었고, 초기에는 멸종된 종들로 간주했다. 그러나 1971년에 아르헨티나 살타주의 차코 지역에서 아직 살고 있는 차코페커리를 발견했다. 이 종은 현지 주민들에게는 잘 알려진 종이었지만, 과학자들에게는 당시에 처음 알려졌다. 현지에는 "타구아"(tagua)로 알려져 있다.